# St. Rupertus (Weil)

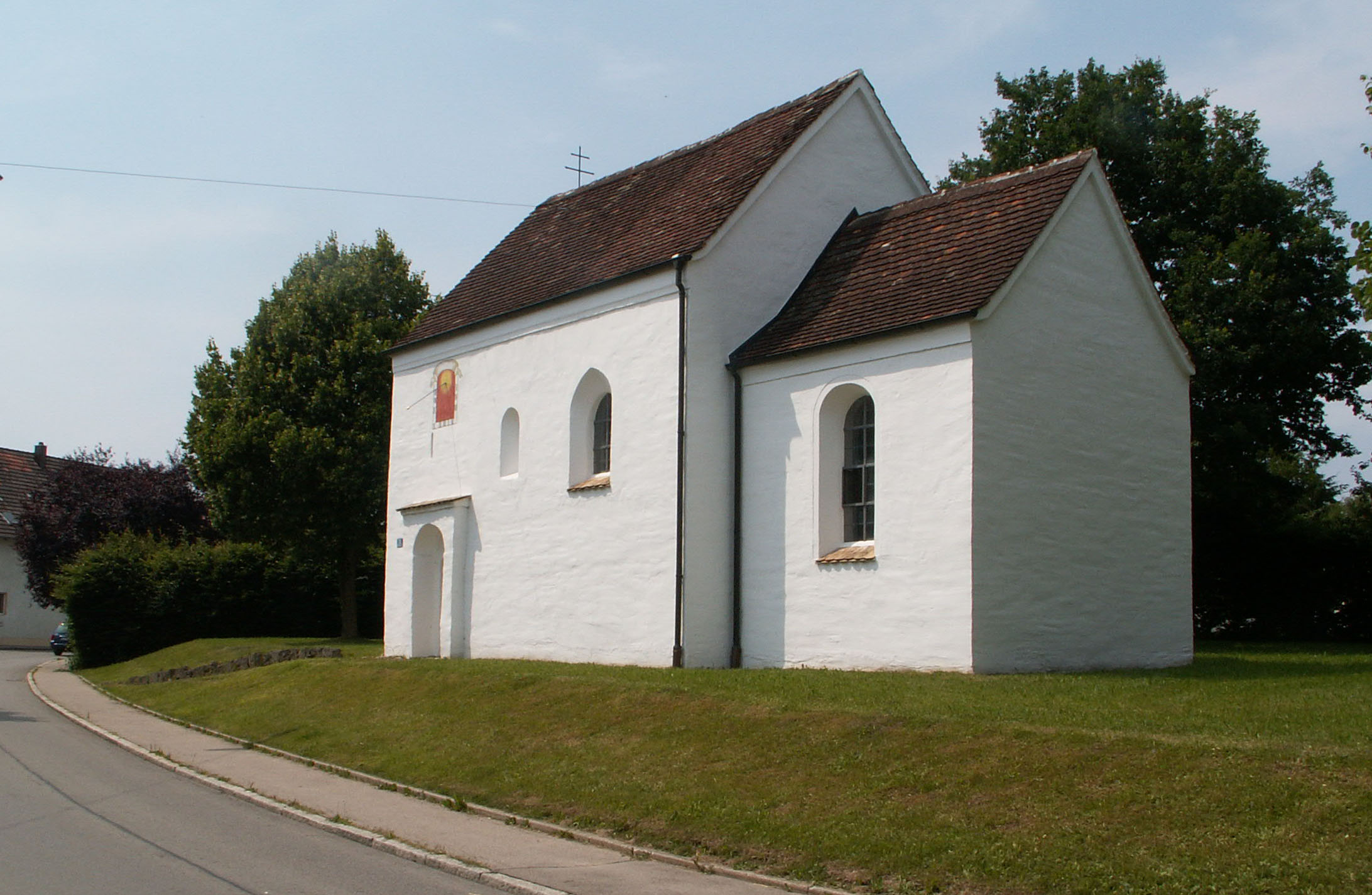
St. Rupertus in Weil

Die römisch-katholische Kapelle St. Rupertus steht in der Gemeinde Weil im oberbayerischen Landkreis Landsberg am Lech. Sie ist in der Liste der Baudenkmäler in Weil (Oberbayern) unter der Nummer D-1-81-145-3 eingetragen. Die Kapelle gehört zum Dekanat Landsberg im Bistum Augsburg.

## Beschreibung
Das im Kern spätromanische Gebäude aus verputzten Backsteinen besteht aus dem einschiffigen Langhaus und dem eingezogenen, rechteckigen Chor im Osten. Der Eingang befindet sich an der Südseite des Langhauses. Der Innenraum ist mit einer Flachdecke überspannt. In ihm wurden einige Skulpturen von Lorenz Luidl wieder aufgestellt, nachdem die Kapelle nicht mehr profaniert war.